# Den sjællandske Bondestands Sparekasse
Den sjællandske Bondestands Sparekasse var en dansk sparekasse, oprettet 1856 for at støtte bønder i at kunne opnå lån til selvejerkøb til lav rente.
Banken blev stiftet på initiativ af gårdejer Jørgen Christensen (1831-1863) fra Kirke Stillinge med støtte fra Carl Christian Alberti, der var bestyrelsesformand fra begyndelsen og til sin død 1890.
Bankens skæbne er nøje knyttet til Albertis søn Peter Adler Alberti, som begyndende i 1875 overtog sin faders tillidshverv ved Den Sjællandske Bondestands Sparekasse, der da var Danmarks tredjestørste sparekasse, og efterfulgte sin fader som formand i 1890. I 1908 kom det frem, at Alberti havde bedraget sparekassen for ca. 15 mio. kr. og forfalsket dens regnskaber. Sparekassens tab oversteg langt reservekapitalen på 0,7 mio. kr. Bedrageriet betød derved, at sparekassens garanter stod til at miste deres garantikapital og indskyderne til at miste en stor del af deres indskud.
Efter bedrageriet rejste der sig en bevægelse blandt de sjællandske bønder for at videreføre sparekassen. I april 1909 vedtog Rigsdagen en lov om sparekassens rekonstruktion. Rekonstruktionen betød, at sparekassens garanter mistede deres garantikapital, og indskyderne tabte ca. en fjerdedel af deres indskud. Staten bidrog til sparekassens videreførelse ved at give afkald på de indskud (ca. 2 mio. kr.), som staten havde haft i sparekassen.
Efter rekonstruktionen blev sparekassen igen en blomstrende forretning. Sparekassen blev i 1968 til først Sparekassen Sjælland og senere en del af Sparekassen SKS og derefter Sparekassen SDS, som 1990 indgik i Unibank. Unibank blev siden i 2000 overtaget af Nordea.
Navnet lever videre i et legat stiftet af banken.